# Hermetia condor
Hermetia condor är en tvåvingeart som beskrevs av Lindner 1951. Hermetia condor ingår i släktet Hermetia och familjen vapenflugor.
Artens utbredningsområde är Peru. Inga underarter finns listade i Catalogue of Life.